# Arne Johansen
Arne Johansen (3. dubna 1927 Oslo – 25. října 2013 Ørland) byl norský rychlobruslař.
Startoval na Zimních olympijských hrách 1952, kde v závodě na 500 m získal bronzovou medaili, což byl největší úspěch jeho sportovní kariéry. Od roku 1948 se účastnil norských rychlobruslařských šampionátů, poslední závod absolvoval v roce 1955.
Zemřel 25. října 2013 ve věku 86 let v Ørlandu v kraji Sør-Trøndelag, kde dlouho žil.